# پیتر ویرتل
پیتر ویرتل (انگلیسی: Peter Viertel؛ ۱۶ نوامبر ۱۹۲۰ – ۴ نوامبر ۲۰۰۷) یک افسر، فیلم‌نامه‌نویس، و نویسنده اهل ایالات متحده آمریکا بود.

## زندگی شخصی و مرگ
ویرتل دو بار ازدواج کرده بود. همسر اول او ویرجینیا ری "جیگی" شولبرگ ، همسر سابق رمان نویس و فیلمنامه نویس بود شولبرگ بود . او تنها فرزندشان کریستین را باردار بود که ویرتل او را رها کرد تا با مدل مد سیمونه میشلین "بتینا" بودین زندگی کند . منابع مختلف نشان می‌دهند که ویرتل و جیگی در سال 1958، 1959 طلاق گرفتند، یا هنوز از هم جدا شده بودند، اما پس از مرگ او در ژانویه 1960، به طور قانونی ازدواج کردند . همسر دوم ویرتل بازیگر زن دبورا کر بود که در 23 جولای با او ازدواج کرد 1960. ویرتل در 16 اکتبر 2007 توسط کر بیوه شد، درست 19 روز قبل از اینکه در ماربلا ، اسپانیا در اثر لنفوم درگذشت . او 12 روز از تولد 87 سالگی خود عقب بود. او از طریق کر دو دختر ناتنی به نام‌های ملانی و فرانچسکا بارتلی داشت.